# Sphecodes bakeri
Sphecodes bakeri är en biart som beskrevs av Cockerell 1915. Sphecodes bakeri ingår i släktet blodbin, och familjen vägbin. Inga underarter finns listade i Catalogue of Life.